# Тарсис Валерій Якович
Валерій Якович Тарсис (1906, м. Київ — 1983, м. Берн) — радянський письменник і перекладач, дисидент. Позбавлений громадянства СРСР 17 лютого 1966 (указ скасовано в 1990).

## Біографія
Валерій Тарсис народився 1906 року в Києві. Його мати була українкою, а батько мав грецьке походження, працював на відомому підприємстві «Брати Нобель», після революції проживав у Баку, де був заарештований і в 1942 році загинув у таборі. 1924 року Тарсис закінчив середню школу № 10 у Києві, 1929 року — історико-філологічний факультет Ростовського університету, де отримав спеціалізацію з західноєвропейської літератури та захистив кандидатську дисертацію на тему «Поезія раннього Ренесансу».
Того ж року вийшла перша книжка Тарсиса — довідник «Сучасні іноземні письменники». У 1935 році в журналі «Новый мир» надруковано перше оповідання Тарсиса — «Ніч у Харачоє», а в 1938 році вийшла його перша повість — «Дездемона». До 1937 року Тарсис був одним із редакторів у видавництві «Художня література».
Поступово перейшов від літературознавчих робіт до перекладів. Результатом перекладацької роботи Тарсиса стали 34 книги, перекладені ним протягом життя з різних іноземних мов, переважно з французької та італійської. Крім них, Тарсис опанував також німецьку, англійську, іспанську та польську.
Під час війни був кореспондентом армійської газети. Брав участь у Сталінградській битві, був поранений і близько року пролежав у шпиталі.
Після війни Тарсис знову зайнявся перекладами, водночас писав сатиричні романи. У 1961 р. йому вдалося переправити свої рукописи до Англії. Його «Сказання про синю муху», що розповсюджувалося самвидавом, викликало невдоволення вищих осіб влади, насамперед М. С. Хрущова, за вказівкою якого Тарсиса помістили в психіатричну лікарню 23 серпня 1962 р. Звільнений у березні 1963 після міжнародних протестів. У цьому ж році оголосив про свій вихід із КПРС та СП СРСР. Семимісячне перебування в психіатричній лікарні було покладено в основу автобіографічної повісті «Палата № 7», яка вийшла в журналі «Грані».
Був редактором журналу «Сфінкси» (1965).
У 1966 році влада надала Тарсису право виїзду за кордон (дозвіл підписано 7 лютого), але вже 19 лютого «за вчинки, що ганьблять громадянина СРСР» позбавили його радянського громадянства і права на повернення у СРСР.
У 1966—1970 роках жив у ФРН, потім облаштувався у Швейцарії. Написав там низку романів, п'єс, віршів, багато з яких залишилися неопублікованими.
У 1971 році Тарсис дав свої свідчення про зловживання психіатрією у СРСР для публікації в книзі «Страчені божевіллям».
Помер у Берні у себе вдома 1983 року.
Перша дружина — Роза Яківна Алксніс, дочка двоюрідного брата Я. Алксніса. Удруге одружився 1967 р. з громадянкою Швейцарії Ханною Тарсис.

## Твори

### Романи
- Роман «Комбинат наслаждений» Трилогія 1967, 563 с., видавництво «Посев».
- «Рискованная жизнь Валентина Алмазова». Цикл із 9 книг, із яких вийшло дві:
  - 1. «Столкновение с зеркалом» 1970, 405 с., видавництво «Посев».
  - 8. «Недалеко от Москвы» 1981 306 с видавництво «Посев».
- Історичний роман «Флорентийская лилия».
- «Мои братья Карамазовы» (неопубліковано).

### Повісті
- «Дездемона» «Новый мир» 1938, № 9.
- «Сказание о синей мухе» — «Красное и чёрное» 1963, 167 с., видавництво «Посев».
- «[www.belousenko.com/books/Tarsis/TarsisPalata7.rar Палата № 7]» З передм. автора «Три года спустя». 1966, 148 с., видавництво «Посев».
- «Седая юность. — Рассказы, написанные иголками в уголках глаз.» 1968, 291 с., видавництво «Посев».

### Оповідання
- Ночь в Харачое // «Новый мир», 1937, № 5
- Дездемона // «Новый мир», 1938, № 9